# Теодор Піффль-Перчевич
Теодор Піффль-Перчевич (нім. Theodor Piffl-Perčević; 17 вересня 1911, Мерано, Австро-Угорщина — 22 грудня 1994, Ґрац, Австрія) — австрійський юрист і політик. Депутат Національної ради (1960—1969), міністр освіти Австрії (1964—1969).

## Із життєпису
Навчався у Кальксбурському коледжі, згодом вивчав історію та право у Грацькому університеті, де у 1937 році здобув ступінь доктора філософії. Був ув'язнений у 1938 та 1939—40 роках.